# Арагуая (футбольный клуб)
«Арагуая» (порт. Araguaia Atlético Clube) — бразильский футбольный клуб из города Алту-Арагуая, штат Мату-Гросу.

## История
Клуб основан 1 декабря 1978 года, домашние матчи проводит на стадионе «Билинао». Главным достижением «Арагуаи», является победа в Кубке губернатора штата Мату-Гросу в 2008 году. В настоящий момент клуб выступает в Серии D Бразилии.

## Достижения
- Обладатель Кубка губернатора Мату-Гросу (1): 2008